# Альби

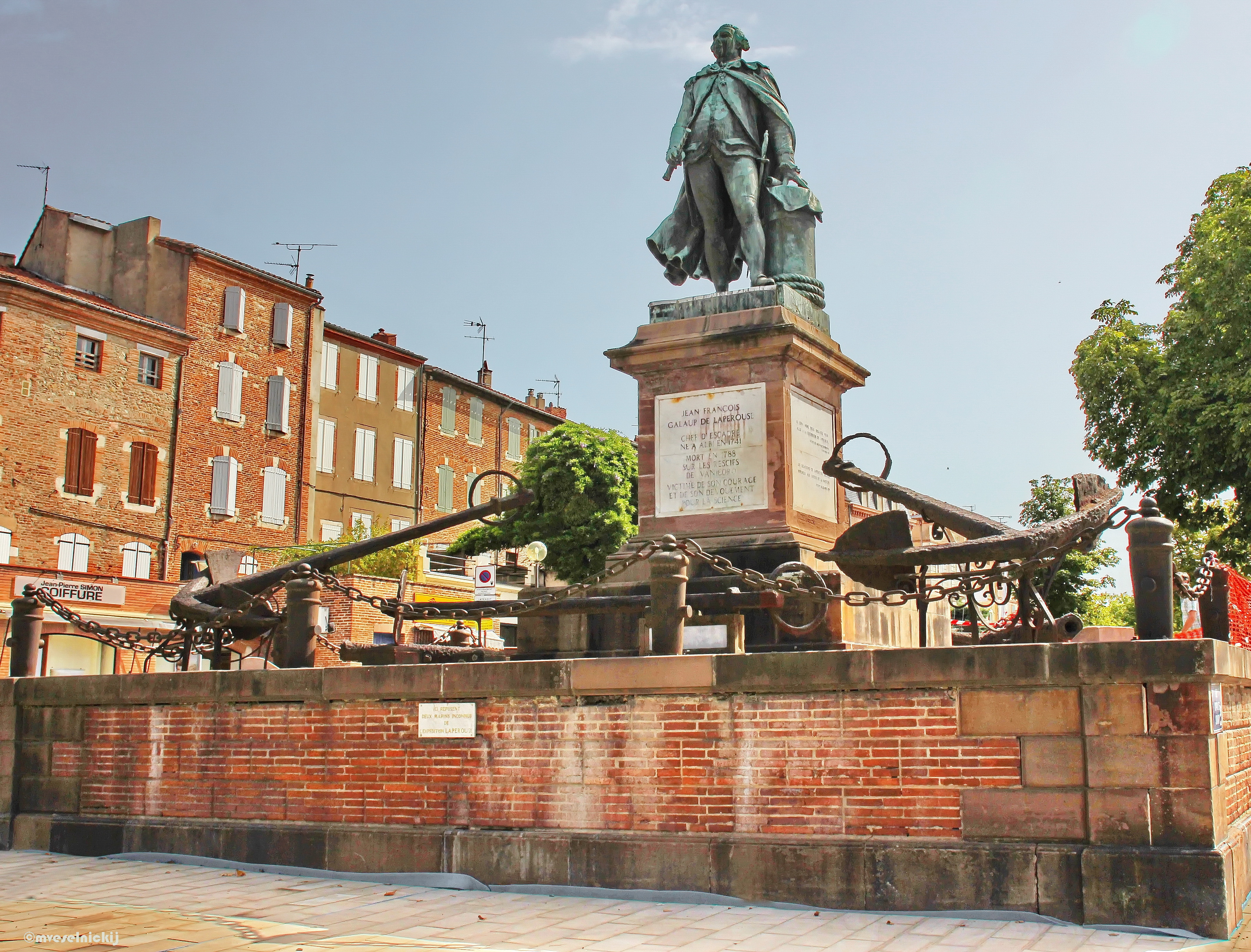
Статуя мореплавателя Лаперуза

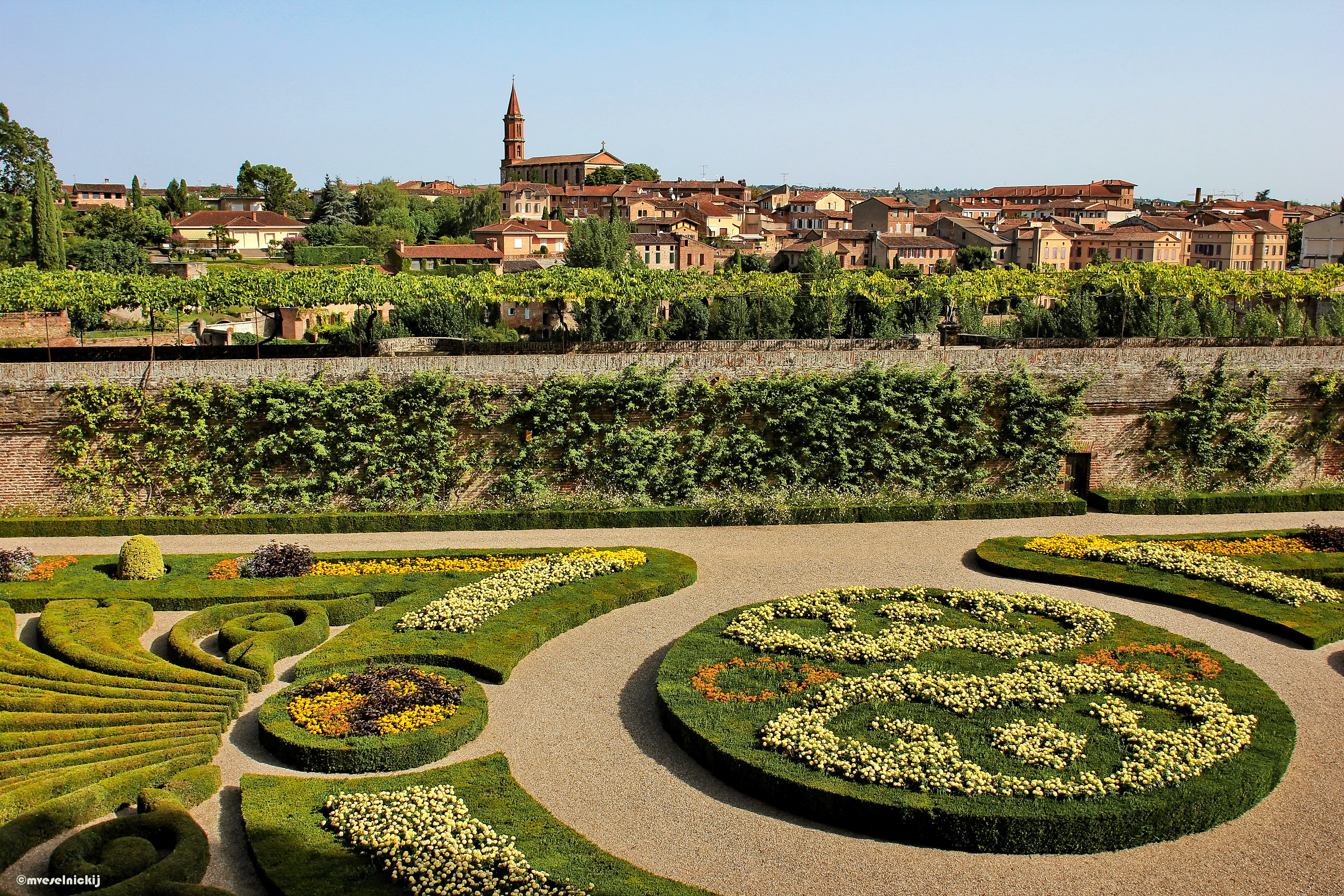

Альби́ (древняя Альбига, фр. и окс. Albi, лат. Civitas Albigensium, Albia) — главный город департамента Тарн (фр. и окс. Tarn) региона Окситания, на юге Франции (историческая область Лангедок). У подножия крепостной стены протекает река Тарн, на левом берегу которой находится исторический центр города, внесённый в Список объектов всемирного наследия ЮНЕСКО во Франции (2010).

## Географическое положение
Город расположен на холме, у подножия которого протекает река Тарн. Неподалёку находится Со-дю-Тарн — ряд врезавшихся в известковые скалы водопадов. Местность, в которой расположен город, раньше называлась «Альбижуа». В документах IX—XIII вв. упоминаются графы Альби. В средние века этот город был центром катарской (альбигойской) ереси и пострадал во время Альбигойского крестового похода.

## Население
По данным на 2020 год в городе проживает 49 230 человек. Альби считается третьим по численности населённым пунктом в департаменте после Монтобана и Тулузы.

## Достопримечательности
Историческая часть города — объект Всемирного наследия. К достопримечательным зданиям относятся:
- посвящённый Цецилии готический собор, построенный в 1282—1512 годах, расписанный старинными фресками и имеющий органный хор;
- церковь Сен-Сальви;
- здание префектуры — бывший дворец графов Альбижуа, в котором долго жили архиепископы;
- больница и театр.

Через Тарн ведут старый мост в 6 аркад и новый — в 5, общей длиной в 160 м.
Современный Альби — это железнодорожный узел и место проживания архиепископа Альби (одного из 23-х архиепископов Католической церкви Франции; кафедра находится в соборе Святой Цецилии). Здесь есть лицей, библиотека, музей Тулуз-Лотрека, где представлена самая большая в мире коллекция картин художника. Кроме того, в городе находится воздвигнутая в 1843 году бронзовая статуя, родившегося в Гюо вблизи Альби, знаменитого мореплавателя Лаперуза.

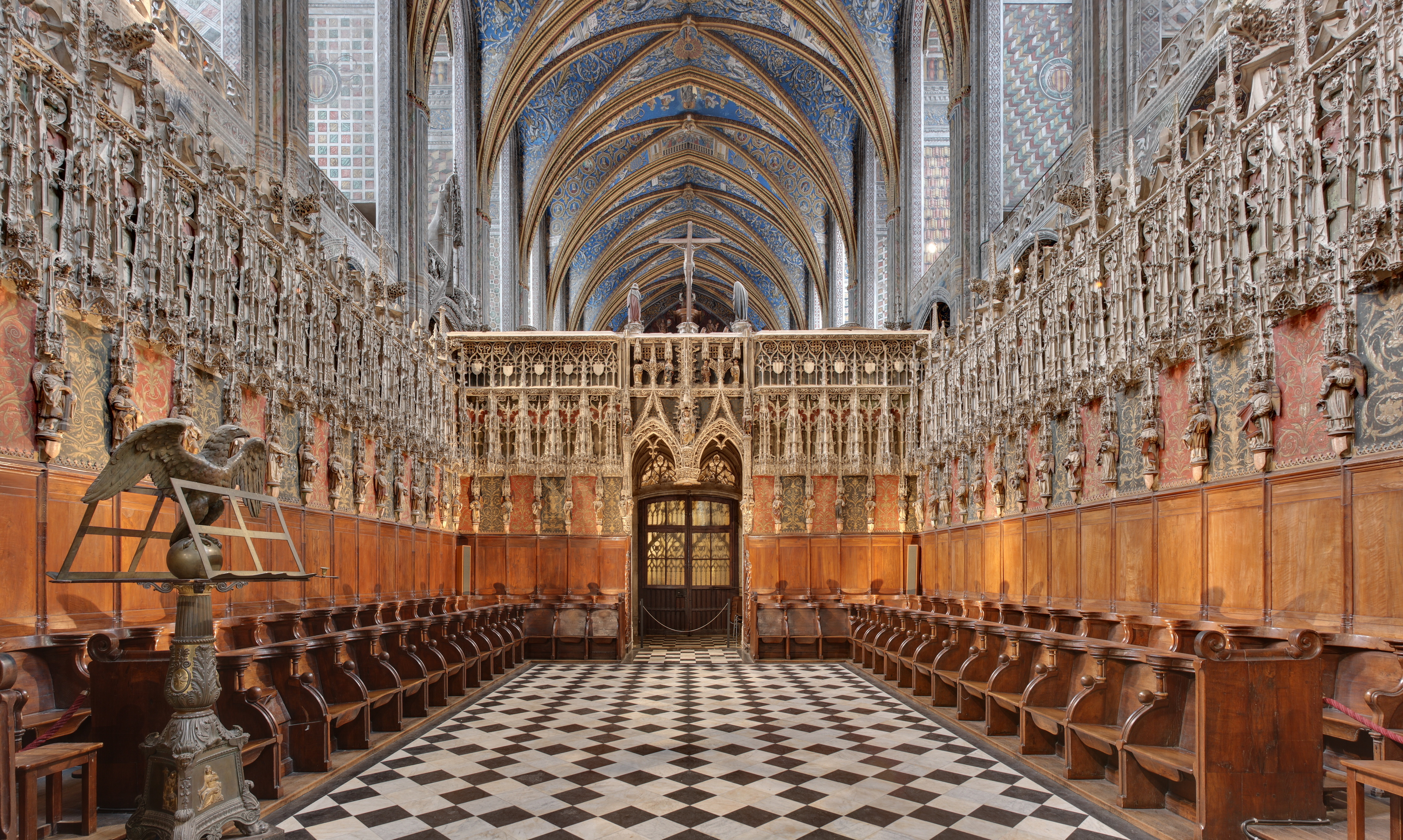
В храме Св. Цецилии
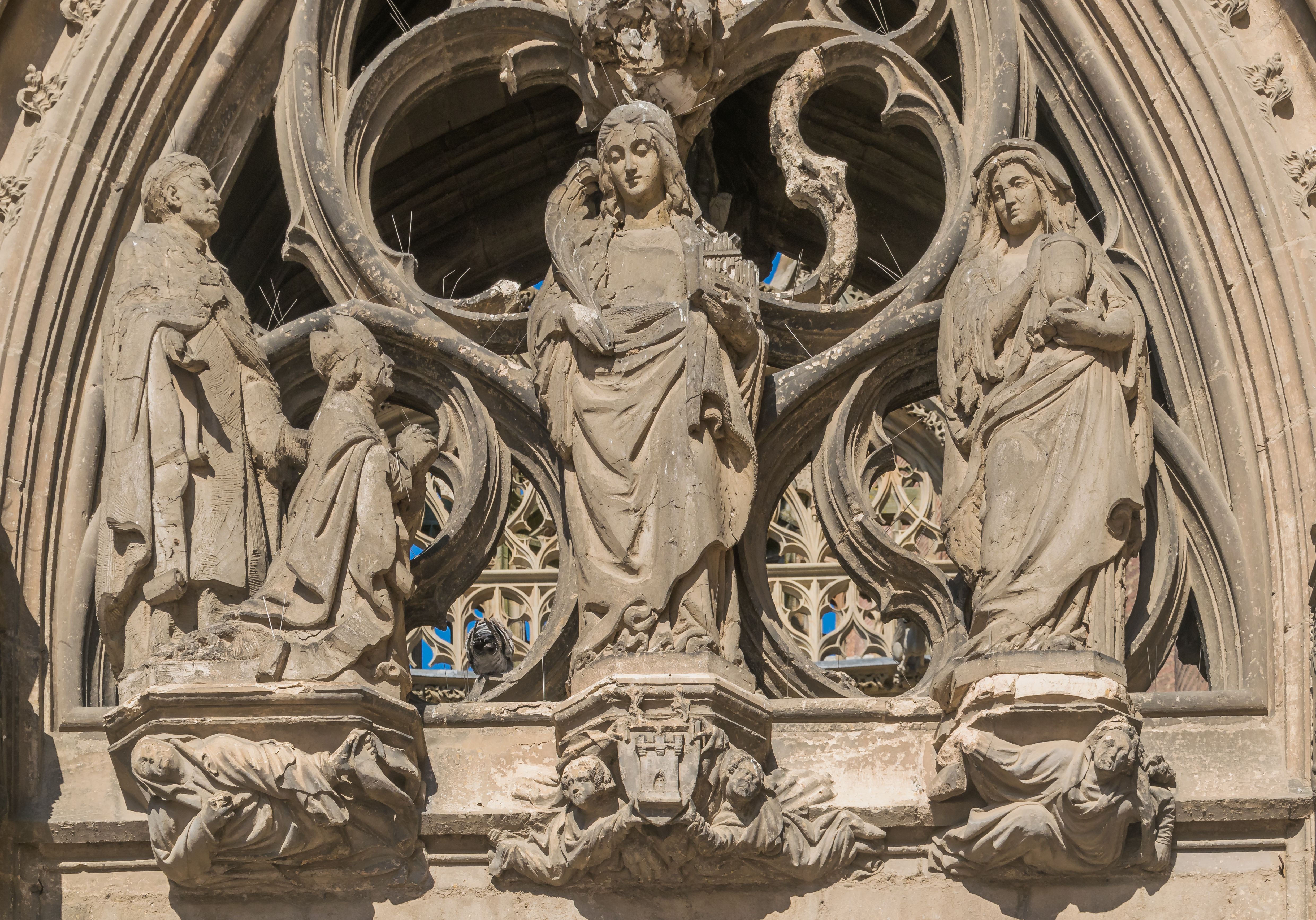
Архитектурный фрагмент храма Св. Цецилии
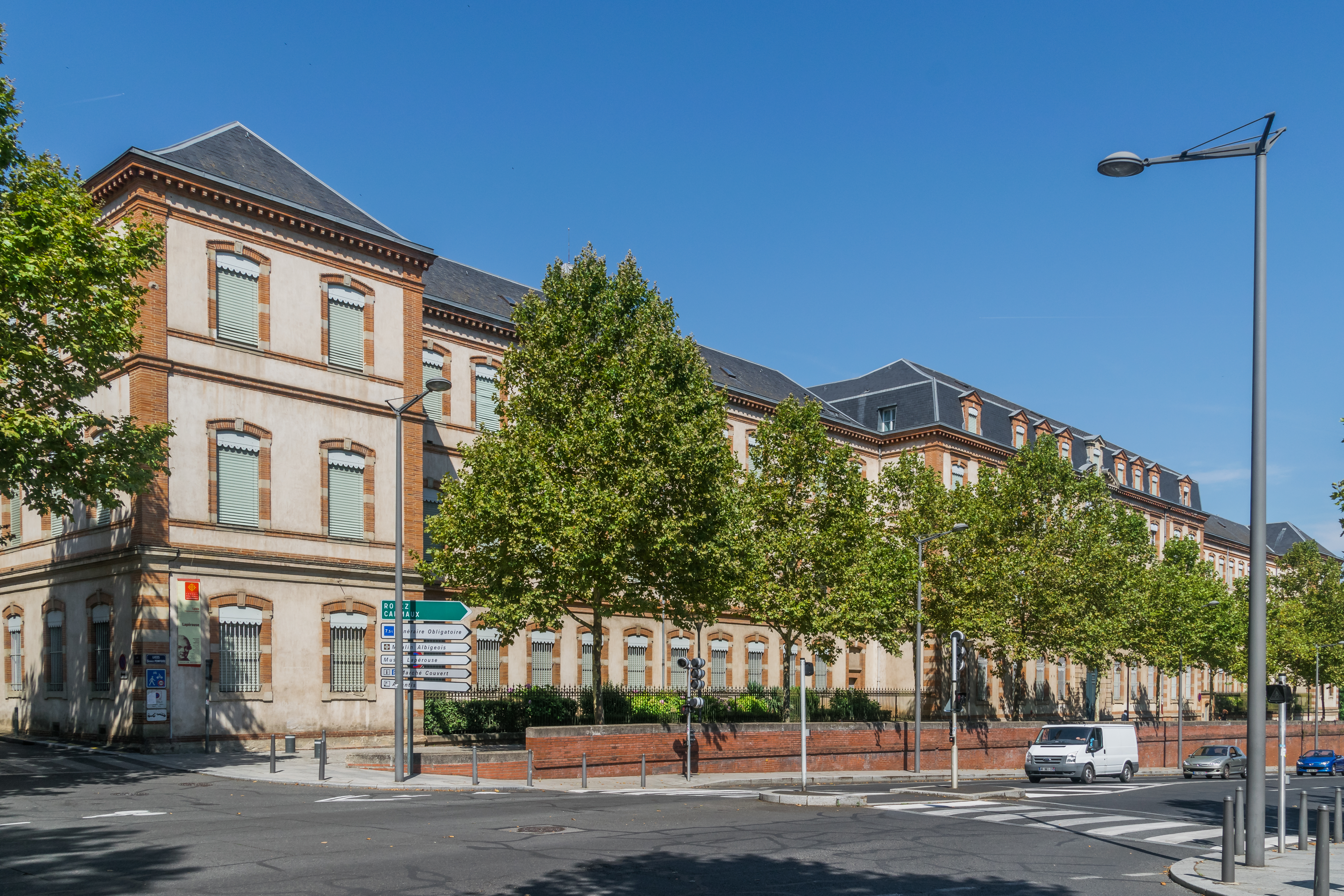
Колледж Лаперуза
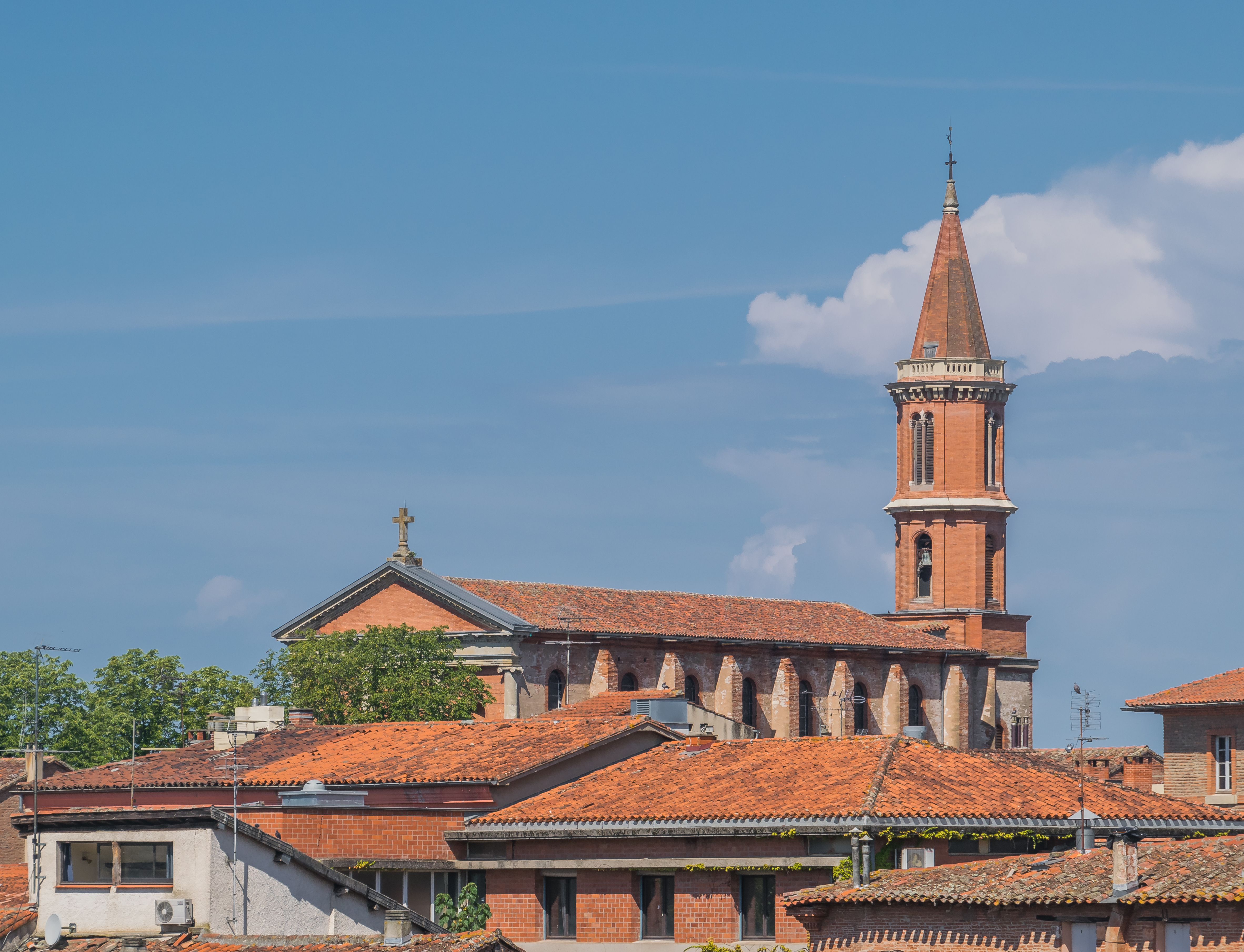
Церковь Св. Магдалины
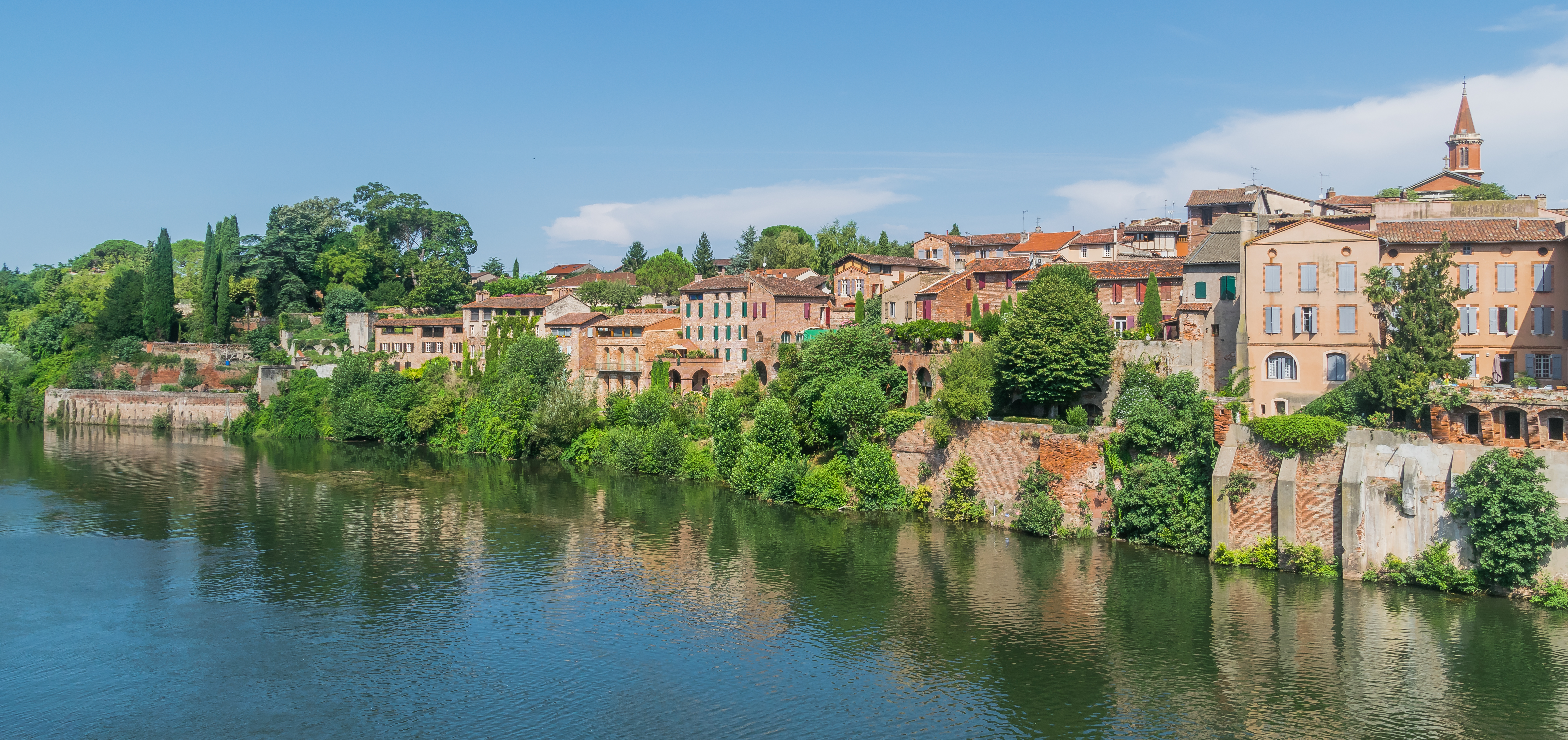
Альби